# Bertholdia schausiana
Bertholdia schausiana är en fjärilsart som beskrevs av Dyar 1898. Bertholdia schausiana ingår i släktet Bertholdia och familjen björnspinnare. Inga underarter finns listade i Catalogue of Life.